# Dongara
Dongara è una città situata nella regione di Mid West, in Australia Occidentale; essa si trova 350 chilometri a nord di Perth ed è la sede della Contea di Irwin. Al censimento del 2006 contava 2.343 abitanti.